# Hedgpethia magnirostris
Hedgpethia magnirostris är en havsspindelart som beskrevs av Arnaud, F. och C.A. Child 1988. Hedgpethia magnirostris ingår i släktet Hedgpethia och familjen Colossendeidae. Inga underarter finns listade i Catalogue of Life.